# コン・ヒー
コン・ヒー（Kong Hee、中国語：康希、拼音（ピンイン）：Kāng Xī、1964年8月23日 - ）は、シティハーベストチャーチ・シンガポールの創立者、また名誉任意主任牧師である。コンは「偉大な戒め」、「世界大宣教命令」、「文化的使命」の働きの重要性を特に強調するカリスマ運動のリーダーの一人でもある。彼のリーダーシップのもと、シティハーベストチャーチは24,000人の教会員まで成長し、現在アジアに40の支部教会と10の聖書学校を持つ。コンは教育センター、舞台芸術学校、出版社、宣教団体、雑誌出版においても共同創立者としての働きに従事している。  

## 経歴
コンは、技術士の父コン・レンとダイヤモンド商の母トー・ポーインの第五子として生まれる。
コンは、1988年シンガポール国立大学で情報工学学士号を取得し卒業する。また1991年、神学修士号取得、1995年にはキリスト教神学博士号を取得する。また2008年、韓国ソウルの韓世大学より経営管理名誉博士号を授与される。
1975年から1988年までコンは、シンガポールの東部に位置する聖公会派マリーンパレード・クリスチャンセンターの教会員であった。大学時代、聖公会教区主管者代理であったキャノン ジェームス・ウォン師のもとで、チャペル・オブ・レザレクションでパートタイムの働きに従事する。コンは、キャノン ジェームス・ウォン師が当時始めた、オーチャードクリスチャンセンター設立の手助けをする。その後コンは、大学卒業と同時に出版社に就職する。
1989年、コンはアッセンブリーズ・オブ・ゴッド教団ランディ・シン師が率いる、フィリピンにある宣教団体“クライスト・フォー・アジア”の伝道師スタッフになる。またその当時、シンガポールに新しく教会開拓する機会も与えられる。牧師たちのサポートと激励のもと、コンはシンガポールに帰国し、20人の若者たちとともに教会開拓を始める。1989年5月7日、ベタニアクリスチャンセンター（アッセンブリーズオブゴッド教団）の一部から、シティハーベストチャーチが創立される（当時エクレシアミニストリーとして知られる）。
コンはアジア、ヨーロッパ、オーストラリアにある多くの教会の手助けしている。彼の専門分野は、リーダーシップ、スタッフ訓練、教会成長と運営、コンテンポラリープレイズ＆ワーシップ、クリエイティブティである。彼の30分のキリスト教番組“ハーベストタイム”（日本名：シーズン・オブ・ハーベスト・ウィズ・コン・ヒー）は13の衛星放送局を通して毎週140の国々で放映されている。
1997年以来、コンは、シンガポールで毎年100以上の教会が集り合同開催する、賛美聖会“フェスティバル・オブ・プレイズ”の理事長を務める。
またコンは、チョーヨンギ博士のチャーチ・グロース・インターナショナル（韓国）の理事会員また、ルイス・ブッシュ博士のトランスフォーム・ワールド（インドネシア）の役員も勤める。
2012年6月、シティーハーベストチャーチの資金、少なくとも2300万シンガポールドルを無断で流用した疑いで教会の幹部ら４人とともに逮捕される。2015年にシンガポールの裁判所にて背任罪で有罪判決を受け、2019年8月22日までのチャンギ刑務所における服役を宣告された。

## 背任罪による有罪判決及び服役
（英語版Kong Heeより翻訳。資料については英文を参照のこと）
調査
2010年5月31日、慈善委員会局とシンガポール警察の商務部は、教会の創設者であるコン・ヒーと彼の妻であるサン・ホーを含むシティハーベスト教会に関連する16人以上の個人の調査を開始した。警察は、数年前に遡る、数百万ドルに及ぶ口座の偽造および信頼の犯罪侵害を含む金融取引を調査していた。当局は、継続的な調査の間、教会の会衆のために定期的な教会活動と奉仕を継続することを許可した。
2012年6月26日、慈善委員会は調査結果の詳細を記した声明を発表した。シティハーベストチャーチの運営には不正行為と誤った管理があったと述べた。教会の基金には少なくとも2,300万ドルの不規則性があり、これはサン・ホーの世俗的な音楽キャリアの資金調達に使用された。また、この資金の移動を利害関係者から隠すための協調的な取り組みもありました。 コンと他の7人は教会における役職から解かれた。
その後の報告では、本件の調査は、当局へ寄せられた苦情が契機となったことが示された。
逮捕および起訴
2012年6月26日、コンおよびシティハーベストチャーチの他の4人の指導者が逮捕され、資金の悪用で告発された。 6人目の指導者が2012年7月25日に起訴された。被告人6人全員が50万米ドルでの保釈が認められ、パスポートが返却された。
 
裁判および有罪判決
コン・ヒーおよび他の5人の指導者の裁判は2013年5月に開始され、数回延期された。合計142日間の聴聞会が開催された。評決は2015年10月21日に発表され、コン及び他の5人の指導者は、すべての罪で有罪となった。判決は2015年11月20日に行われ、コンは6人のうちで最も重い刑である、8年間の禁固刑を宣告された。被告からの要請を受け、裁判官は2016年1月11日まで判決の開始を延期することに同意した。
関連する決定
2017年、慈善委員会は6人の宗教活動を恒久的に禁止し、さらに2人の教会幹部メンバーであるケルビン・テオ・メン・ハウとタン・スー・ペン・ジャクリンは、主要な管理職を務めること、またはシティハーベストチャーチまたはその他の慈善団体の理事会メンバーになることを禁止した。さらに、教会は6人の法的費用を支払うことを禁じられた。しかし、彼らはまだ宗教活動を続けている可能性がある。
控訴
2015年11月27日、司法長官室は、「明らかに不十分」であるという理由で、コンおよび他の5人の被告に出された判決に対して控訴したと報告した。
2015年12月2日に、コンおよび他の5人の被告も控訴したことが報告され、2016年3月4日に、控訴審が2016年9月19日に開始されることが報告された。
シンガポールの大使 Bilahari Kausikan は、コンが日本の都市への宣教旅行を行ったことに気づいた後、Facebookにコンを警戒するよう求める警告を掲載した。
2017年4月7日に、彼の8年の禁固刑は3年6か月に減刑された。コンは、2017年4月21日、刑に服し始めた。しかし、上訴判決の264〜267ページでは、コンは「欲と自己利益に彩られている」と特徴付けられている。クロスオーバープロジェクトはサン・ホーとコン・ヒーに利益をもたらすように設計されたからである。 サンおよび Xtron（コンが経営する会社）との契約は、プロジェクトの費用に関係なく、サンに総収入の25％（3000万米ドルに達すると推定される）を高額の給与に加えて与えることであった。さらに、彼はメンバーに、給料が支払われておらず、財政的支援が必要であると伝えていた。 300万ドル以上を調達するために私募ファンドが設立され、この2者によりわずか3年で完全に使い果たされた。
釈放
コンは2019年8月22日に釈放され、刑期はわずか2年4か月であった。受刑者は通常、善良な行動による早期釈放の前に、刑期の3分の2を務めることとなっている。

## 学歴資格
- ラッフルズ学院　（1977年－1980年）
- ラッフルズ高等学校　（1981年－1982年）
- シンガポール国立大学　理学士（情報工学）取得　（1985年－1988年）
- 韓世大学　経営管理博士号取得　（2008年）

## 神学資格
- ニューカバネント・インターナショナル神学校（アメリカ）神学修士号取得　（1989年－1991年）
- ニューカバネント・インターナショナル神学校（アメリカ）神学博士号取得　（1993年－1995年）

## 按手認定
- ベタニアクリスチャン・センター（シンガポール）：1991年1月6日

## 創立
- シティハーベストチャーチ（1989年）
- シティハーベスト聖書訓練センター（1994年）
- ハーベストタイム（季刊雑誌）（1999年）
- シティハーベスト教育センター（2002年）
- Oスクール（2006年）

## 共同創立
- ハーベスト・スクール・オブ・ミニストリー（2001年）
- マレーシア・ハーベスト・クリスチャンフェローシップ（2003年）

## 職務
- シティハーベストチャーチ 会長（シンガポール）1992年－現在
- フェスティバル・オブ・プレイズ（シンガポール）理事長1997年－2001年、2005年－現在
- ワード・オブ・ライフ（シンガーポル）会長　1997年－現在
- チャーチ・グロース・インターナショナル（韓国）理事会員　2007年－現在
- トランスフォーム・ワールド（インドネシア）役員　2005年－現在
- シンガポール教会協議会（シンガポール）役員1999年－2004年
- シティハーベスト社会福祉団体（シンガポール）副会長　1997年－2007年
- フルゴスペル・ビジネスマン・フェローシップ・インターナショナル（シンガポール）顧問役員　1996年－2000年
- リビング・フェイス・チャーチ（シンガポール）顧問役員　2001年－現在